# Liste der denkmalgeschützten Objekte in Uderns
Die Liste der denkmalgeschützten Objekte in Uderns enthält die 5 denkmalgeschützten, unbeweglichen Objekte der Gemeinde Uderns.

## Denkmäler
| Foto |                 | Denkmal                                                                                   | Standort                              | Beschreibung | Metadaten |
| ---- | --------------- | ----------------------------------------------------------------------------------------- | ------------------------------------- | --- | --- |
| ja   | Datei hochladen | Mirakelkreuz HERIS-ID: 40333 Objekt-ID: 40245 TKK: 14999                                  | bei Dorfstraße 38 Standort KG: Uderns | Das Mirakelkreuz an der Straße nach Finsing wurde um 1830 geschaffen. Es wird Franz Serafikus Nißl zugeschrieben. | BDA-Hist.: Q37994202 Status: § 2a Stand der BDA-Liste: 2025-06-30 Name: Mirakelkreuz GstNr.: 1196 Mirakelkreuz Uderns                              |
| ja   | Datei hochladen | Kath. Pfarrkirche hl. Briccius/Briktius HERIS-ID: 55979 Objekt-ID: 64905 TKK: 14981       | neben Kirchweg 34 Standort KG: Uderns | Die 1334 erstmals erwähnte Pfarrkirche steht inmitten des Friedhofs. Der Turm mit Spitzhelm sowie der zweijochige Chor stammen noch vom gotischen Bau des Jahres 1498. Das vierjochige barocke Langhaus wurde 1685 bis 1688 errichtet. Die gemalten Stukkaturen und Fresken im Inneren stammen von Christoph Anton Mayr und sind auf 1771 datiert. Der Hochaltar enthält Figuren aus derselben Zeit, wurde aber erst 1967 zusammengestellt und mit einem Hochaltarbild von Wolfram Köberl versehen. | BDA-Hist.: Q38069222 Status: § 2a Stand der BDA-Liste: 2025-06-30 Name: Kath. Pfarrkirche hl. Briccius/Briktius GstNr.: .39 Pfarrkirche Uderns     |
| ja   | Datei hochladen | Alter Friedhofsteil mit Priestergrab HERIS-ID: 81404 Objekt-ID: 95175 TKK: 115747, 115746 | neben Schulweg 4 Standort KG: Uderns  | Der teilweise von einer Mauer umgebene Friedhof nordwestlich der Pfarrkirche wurde 1789 geweiht und im 20. Jahrhundert mehrmals nach Norden erweitert. In die westliche Friedhofsmauer eingebunden ist das Priestergrab aus der zweiten Hälfte des 20. Jahrhunderts. Die offene, bildstockartige Kapelle ist aus ansichtigen Bruchsteinen aufgemauert. In der Rundbogennische befindet sich ein großes Kruzifix.                                                                                    | BDA-Hist.: Q38175722 Status: § 2a Stand der BDA-Liste: 2025-06-30 Name: Alter Friedhofsteil mit Priestergrab GstNr.: .228, 1499 Cemetery in Uderns |
| ja   | Datei hochladen | Kruzifix HERIS-ID: 81494 Objekt-ID: 95272 TKK: 15000                                      | Uderns 75 Standort KG: Uderns         | Das Wegkreuz im Kreuzkasten mit Giebelverzierungen in Aussägetechnik weist einen geschnitzten, polychrom gefassten Corpus Christi im Dreinageltypus auf, der vermutlich aus dem 18. Jahrhundert stammt. | BDA-Hist.: Q38175894 Status: § 2a Stand der BDA-Liste: 2025-06-30 Name: Kruzifix GstNr.: 1496 Wegkreuz Uderns                                      |
| ja   | Datei hochladen | Plunggenkapelle HERIS-ID: 81488 Objekt-ID: 95266 TKK: 14993                               | Standort KG: Uderns                   | Die Kapelle südwestlich des Ortes wurde im 19. Jahrhundert erbaut. | BDA-Hist.: Q38175869 Status: § 2a Stand der BDA-Liste: 2025-06-30 Name: Plunggenkapelle GstNr.: .125 Plunggenkapelle                               |